# Miroslav Berić
Miroslav Berić, (nacido el 20 de enero de 1973 en Belgrado, Serbia) es un exjugador de baloncesto serbio. Con 1.98 metros de estatura, jugaba en la posición de escolta. 

## Clubes
- KK Partizan (1993-1997)
- Saski Baskonia (1997-1999)
- Scaligera Verona (1999-2000)
- KK Partizan (2000-2001)
- Victoria Libertas Pesaro (2001-2003)
- Žalgiris Kaunas (2003-2004)
- Panellinios Atenas (2004-2005)
- SC Mariupol (2005-2006)
- Menorca Bàsquet (2006)
- Gijón Baloncesto (2007)

## Palmarés a nivel de clubes
- 1993-94 y 1994-95 Copa de Yugoslavia. KK Partizan. Campeón.
- 1994-95, 1995-96 y 1996-97 Liga de Yugoslavia. KK Partizan. Campeón.
- 1998-99 Copa del Rey. Saski Baskonia . Campeón.